# Pitu
Josep María Comadevall Crous (Salt, 24 novembre 1983) è un ex calciatore spagnolo, di ruolo centrocampista.

## Carriera

### Club
Cresciuto nel Barcellona, con cui ha ottenuto anche una presenza in prima squadra e 19 nella squadra B, ha giocato per gran parte della sua carriera nelle serie minori calcistiche della Spagna.
Nel 2016 si è trasferito in India al Pune City.